# Sdružení za lepší Vrchlabí
Sdružení za lepší Vrchlabí (SZLV) je politické hnutí, zaregistrované na jaře 2002 Uskupení navazovalo na sdružení nezávislých kandidátů "Za lepší Vrchlabí", které vzniklo na jaře roku 1998 a účastnilo se komunálních voleb 1998 ve Vrchlabí s kandidátní listinou, která byla s průměrným věkem kandidátů 19,4 nejmladší kandidátkou ve městech nad 5000 obyvatel v ČR.
U zrodu sdružení stáli tehdejší student politologie Petr Jüptner, student ekonomie Milan Korbelář, student stavebního inženýrství Martin Jirásek, student historie Lukáš Teplý a bratranci Michal a Pavel Šubrtovi. Sdružení získalo v komunálních volbách v listopadu 1998 dva mandáty v zastupitelstvu města (Petr Jüptner a Milan Korbelář).
Úspěch kandidátky byl několikrát objektem mediální pozornosti a výrazně přispěl k nárůstu zajmu mladší generace o veřejné dění a komunální politiku, na který kromě Sdružení za lepší Vrchlabí navázali také místní uskupení Evropských demokratů (později SNK ED), Strany zelených a částečně i ODS. V následujících komunálních volbách 2002 obhájilo SZLV 2 mandáty v zastupitelstvu města (Petr Jüptner a Přemysl Čáp, později Lukáš Teplý). V roce 2004 došlo k zániku sdružení a ke vstupu dosavadních členů do politické strany Evropští demokraté (později SNK ED). V této podobě se uskupení účastnilo i komunálních voleb na podzim 2006, kdy získalo jeden mandát. 
Působnost uskupení výrazně přesáhla rozměr komunální politiky. Členové Sdružení za lepší Vrchlabí se podíleli na oživení společenského a politického života ve Vrchlabí na konci 90. let a začátku 21. století, založili například charitativní projekt Ples bílých nosorožců, který se stal jednou z nejdůležitějších kulturních akcí vrchlabské sezóny a jehož výtěžek pomáhá od roku 1999 k zachování chovu vzácné severní formy nosorožce bílého (Ceratotherium simum) v ZOO Dvůr Králové nad Labem. Členové sdružení se také podíleli na vydávání nezávislého měsíčníku Pulsující Vrchlabí, provozují informační internetový server vrchlabi.org a působí v občanském sdružení Společnost pro informovanou veřejnost.